# رينيه ماغريت
رينيه فرانسوا غِزلان ماغريت (بالفرنسية: René François Ghislain Magritte)‏ء (21 نوفمبر،1898 - 15 أغسطس،1967) كان فنانا سرياليا بلجيكيا. أصبح مشهورا نظرا لأعماله الفنيّة المتمثلة في عدد من الصّور الذكية والمثيرة للفكر.
كان الهدف المقصود من أعماله هو تحدي تصورات المراقبين والمتابعين حول مفهوم الواقع واجبار مشاهدي لوحاته لكي يصبحوا شديدي الحساسية تجاه ما يحيط بهم.

## متحف ماغريت
تم افتتاح متحف ماغريت للجمهور في 30 مايو 2009 في مدينة بروكسل، في مبنى مكون من خمسة طوابق من طراز العمارة الكلاسيكية الحديثة، كان يشغل سابقا أحد الفنادقة في ساحة رويال. ويعرض به نحو 200 لوحة ورسم ومنحوتة أصلية لماغريت، من بينها The Return، Scheherazade وthe Empire of Light.

## وصلات خارجية
- رينيه ماغريت على موقع IMDb (الإنجليزية)
- رينيه ماغريت على موقع الموسوعة البريطانية (الإنجليزية)
- رينيه ماغريت على موقع ميوزك برينز (الإنجليزية)
- رينيه ماغريت على موقع إن إن دي بي (الإنجليزية)
- رينيه ماغريت على موقع ديسكوغز (الإنجليزية)
- رينيه ماغريت على موقع قاعدة بيانات الفيلم (الإنجليزية)

- Foundation Magritte
- متحف رينيه ماغريت في بروكسل.